# Hisham II
Abû l-Walîd Hishâm ibn al-Hakam (en árabe, أبو الوليد هشام بن الحكم), más conocido como Hisham II o Hixem II (Córdoba, 11 de junio de 965-ibídem, 18 de mayo de 1013), fue el tercer califa omeya de Córdoba entre 976 y 1009 y nuevamente entre 1010 y 1013, con el laqab (sobrenombre honorífico) de al-Mu'ayyad bi-llah (المؤيد بالله), es decir, el que recibe la asistencia victoriosa de Dios.

## Ascenso al trono
Al morir en 976 el califa Al-Hakam II dejó como único heredero a su hijo Hisham, todavía menor de edad, lo que planteó un grave problema sucesorio porque la ley islámica prohibía que un menor pudiera ser califa. Esto abrió las opciones del hermano de Al-Hakam, Al-Mugira, que contaba con el apoyo de algunos altos dignatarios de la corte califal. Sin embargo, el personaje más poderoso de la misma, el visir Yaáfar al-Mushafi, se opuso a esta alternativa y ordenó a Muhammad ibn Abi Amir que acabara con la vida de Al-Mugira. Muhammad cumplió la orden y el asesinato se hizo pasar por un suicidio.
Según otra versión de los hechos no contrastada, los saqalibah que formaban la guardia eslava del palacio intentaron sustituir en el trono a Hisham por su tío Al-Mugira, pero entre los apoyos con que contaba el califa-niño se encontraban poderosos personajes de la corte, entre los que destacaban su propia madre, la concubina vascona Subh, el chambelán Yaáfar al-Mushafi y su tutor Muhammad ibn Abi Amir, los cuales hicieron fracasar la conjura al conseguir asesinar al pretendiente al trono.

## La regencia

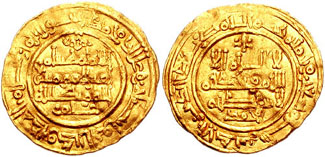
Dinar de 1006/7 del califa de Córdoba Hisham II.

La minoría de edad del califa propició que tanto el visir, Al-Mushafi, como Muhammad ibn Abi Amir, con el apoyo de la reina madre Subh, conformaran un consejo de regencia y recluyen a Hisham en palacio donde, aunque figura como gobernante, carecerá de cualquier influencia política.
La figura de Ibn Abi Amir empieza a crecer en popularidad al tomar medidas demagógicas como la abolición de impuestos o mediante campañas militares exitosas que le aseguran el apoyo del ejército. Entonces comienza a maquinar para hacerse con el poder absoluto, para lo cual debe deshacerse del corregente Al-Mushafi.
Confabulado con Subh, posiblemente convertida en su amante, y apoyándose en los bereberes, atrae a su círculo al famoso general eslavo Galib para lo cual se casa con su hija y, en 977, elimina al visir acusándolo de traición y ejecutándolo junto a sus hijos, y tras hacerse con el cargo de visir, iniciará el periodo conocido como la dictadura amirí que se prolongaría hasta el año 1009 con las sucesivas etapas del propio Ibn Abi Amir y de sus dos hijos Abd al-Malik al-Muzaffar y Abd al-Rahman Sanchuelo.

## Dictadura amirí y revolución cordobesa
Finalmente Ibn Abi Amir y el general Galib, los dos hombres fuertes tras el derrocamiento de Al-Mushafi, se enfrentaron en el campo de batalla en el año 981. Galib murió en el combate y Ibn Abi Amir quedó como hayib único. Desde entonces el nuevo hombre más poderoso de Al-Ándalus, por encima del propio califa, adoptó el sobrenombre de Almanzor, «el Victorioso». «El califa Hisham se convirtió en una sombra encerrada dentro de los muros de Madinat al-Zahra, gobernando sólo nominalmente, mientras un ejército de servidores y cortesanos estrechamente supervisados por el hayib se dedicaron a cultivar una idiotez que no remitió cuando el califa alcanzó la mayoría de edad», comenta Eduardo Manzano Moreno. Este mismo historiador señala que Almanzor siempre mantendrá un respeto absoluto a la legitimidad omeya del califa Hisham II y su obra de gobierno se atendrá a este principio, como lo demostrarían la gran ampliación que se llevó a cabo bajo su mandato de la mezquita de Córdoba o la reactivación de la guerra santa contra los reinos cristianos del norte.
Para la derrota de su rival el general Galib, Almanzor contó con la ayuda del general bereber Chafar ben Hamrun. Pero dos años más tarde, en 983, el propio general Chafar será eliminado por orden de Almanzor.

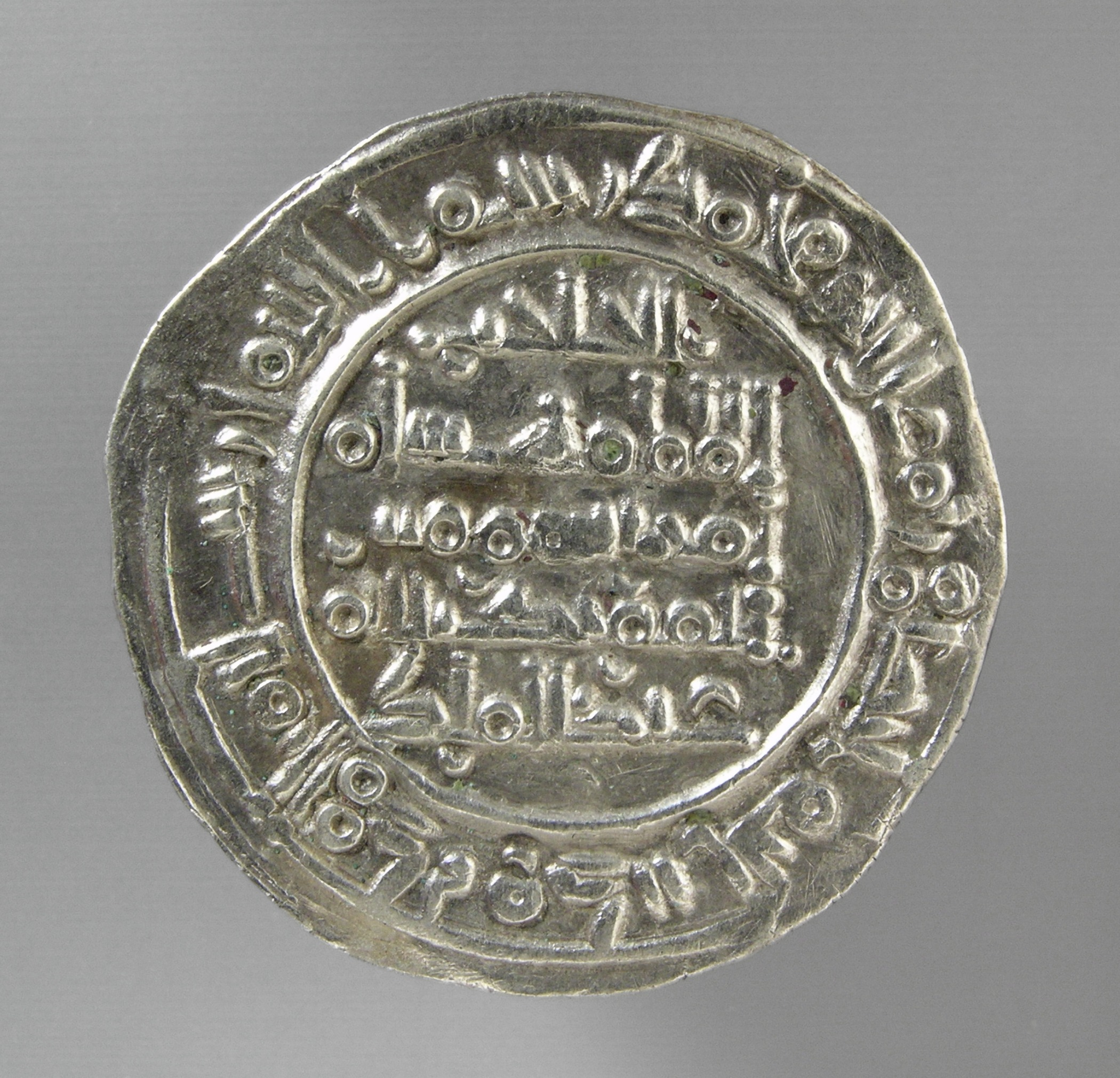
Dirham andalusí emitido en 1002.

Despejado el camino de posibles rivales, Al-Mansur bi-l-Lah (Almanzor) gobernará de forma absoluta hasta su muerte, veinte años más tarde, en el verano del año 1002. Su hijo Abd al-Málik al-Muzáffar —que ostentaba el título de visir desde 991— lo sucedió en el poder y, aunque el califa Hisham II ya contaba con treinta y siete años de edad, siguió estando apartado de cualquier decisión política o de gobierno.
La muerte de Almanzor provocó rebeliones tanto de orden interno como de los reinos cristianos, obligando a Abd al-Málik a actuar enérgicamente para sofocarlas. Así, la guardia eslava (los saqalibah) fue prácticamente aniquilada tras intentar derribar a Hisham del trono y sustituirlo por un príncipe omeya. Y con respecto a los reinos cristianos, el amirí afianzó su posición mediante sucesivas campañas militares contra Galicia, León, Navarra y Barcelona lo que le valió que, en 1007, el califa le otorgara el título de al-Muzáffar («El vencedor»), un año antes de su inesperada muerte.
La prematura muerte de Abd al-Málik en 1008 supuso el ascenso al poder de su hermano Abd al-Rahmán, conocido por el sobrenombre de Sanchuelo por ser nieto de Sancho Garcés II de Pamplona por vía materna. Su intento de que Hisham II, que no tenía hijos, le nombrara su heredero como califa, provocó que en 1009 se produjera un golpe de Estado, seguido de un levantamiento popular («Revolución Cordobesa») encabezado por el príncipe omeya Muhammad II al-Mahdi, bisnieto de Abd al-Rahman III. El resultado de este levantamiento fue la deposición de Hisham II y, tras darse muerte a "Sanchuelo", el final de la dictadura amirí.

## Recuperación del trono
A Hisham II se le mantuvo encarcelado en Córdoba durante varios meses. Aquel fue un periodo convulso, en el que se sucedieron varios cambios en el poder debido a los enfrentamientos entre bereberes y árabes. En uno de esos golpes de estado, el 23 de julio de 1010, Hisham fue repuesto en el trono por tropas mercenarias eslavas al mando de al-Wádih, quien pasó a ser el nuevo hombre fuerte del régimen. Sin embargo al-Wádih nunca pudo ganarse el control de las tropas bereberes, y éstas finalmente impusieron a su propio candidato Sulaimán al-Mustaín como nuevo califa, tras tomar y saquear Córdoba en 1013.
Después no se sabe qué pasó exactamente con Hisham, aunque se supone que debió de ser asesinado el 19 de abril de 1013 por los bereberes. 
| Predecesor: Alhakén II  | Califa de Córdoba 976–1009  | Sucesor: Muhammad II         |
| Predecesor: Muhammad II | Califa de Córdoba 1010-1013 | Sucesor: Sulaimán al-Mustaín |